# Santa Baby (Alicia Keys)
Santa Baby è il nono album in studio della cantante statunitense Alicia Keys, pubblicato il 4 novembre 2022, primo di musica natalizia della cantautrice pubblicato attraverso l'etichetta indipendente Alicia Keys Records.

## Descrizione
Il progetto discografico è il primo della cantautrice interamente di musica natalizia, e primo progetto pubblicato attraverso l'etichetta indipendente Alicia Keys Records, dopo il termine del contratto con la RCA Records con Keys. Santa Baby si compone di undici tracce originali, rimaneggiate dalla stessa cantante, e quattro tracce inedite:  December Back 2 June, Not Even the King, Old Memories on Christmas e Favorite Things. Keys ha raccontato il significato del progetto e il lavoro con il team della nuova etichetta discografica:
(Alicia Keys)

## Promozione
Il 28 ottobre 2022 Keys ha pubblicato il primo singolo dell'album December Back 2 June. Il 21 dicembre 2022 si è esibita in uno speciale natalizio Apple Music Live: Alicia Keys all'United Palace Theatre di Broadway, assieme a Jon Batiste e il gruppo taiwanese JVKV.

## Accoglienza
Nella sua recensione per Vibe, Mya Abraham ha scritto che Santa Baby «fonde il fascino della tradizione con una produzione moderna ed elevata, permettendo agli ascoltatori di crogiolarsi in qualsiasi cosa definiscano le vacanze». Ed Mazza dell'HuffPost ha dichiarato che l'album "mette in mostra le sue capacità di autrice" con i brani originali, dove Keys "mette in mostra la sua voce e il suo modo di suonare il pianoforte".
Jon Pareles, recensendo l'album per il The New York Times, definisce la vocalità della Keys «intensa, armoniosa e gioiosa, e si concede di mostrare difetti e imprecisioni», giustapposta ad una produzione composta da «arrangiamenti elaborati» che attingono dal soul, gospel e jazz. Pareles sottolinea che si trattino di undici canzoni «in gran parte laiche», in cui i quattro brani scritti dall'artista «parlano di desideri e affetti;[...] In tutto l'album, l'artista invita le persone care ad avvicinarsi». L'editoriale Columbia Daily Tribune associa Santa Baby ai termini «elegante, profondo e sexy», pervaso da «un pianoforte scintillante e i ritmi incalzanti incorniciano la voce della Keys».
Madison Vain e Bria McNeal hanno inserito Santa Baby nella lista dei Migliori nuovi album natalizi di Esquire, definiscono la voce dell'artista nelle differenti tracce «angelica». Chuck Arnolds del New York Post ha inserito il progetto al quarto posto dei 12 Migliori Album Natalizi del 2022.

## Tracce
1. Santa Baby – 3:53 (Joan Javits, Philip Springer, Tony Springer, Alicia Keys)
2. Christmas Time Is Here – 3:26 (Vince Guaraldi, Lee Mendelson, Alicia Keys)
3. Favorite Things – 3:54 (Alicia Keys)
4. December Back 2 June – 2:43 (Tommy Parker, YNG Josh, Alicia Keys, Thomas Lumpkins, Emile Walcott, Josh Connelly, Taylor Monet)
5. Please Come Home For Christmas – 3:17 (Charles Brown, Gene Redd, Alicia Keys)
6. Happy Xmas (War Is Over) – 4:05 (John Lennon, Yoko Ono, Alicia Keys)
7. You Don't Have To Be Alone – 2:19 (Alicia Keys)
8. The Christmas Song (Chestnuts) – 2:47 (Robert Wells, Mel Tormé, Alicia Keys)
9. Old Memories on Christmas – 2:59 (Alicia Keys, Natalie Hemby)
10. Not Even the King – 3:00 (Alicia Keys, Emeli Sandé)
11. Ave Maria – 3:46 (Franz Schubert, Walter Scott, Alicia Keys)

## Classifiche
| Classifica (2022)            | Posizione massima |
| ---------------------------- | ----------------- |
| Stati Uniti                  | 148               |
| Stati Uniti (Holiday Albums) | 19                |